# The Winchesters
The Winchesters ist eine amerikanische Dark-Fantasy-Drama-Fernsehserie, die von Robbie Thompson entwickelt wurde und ein Spin-off von Supernatural (2005–2020) ist. Die Ausstrahlung erfolgte vom 11. Oktober 2022 bis zum 7. März 2023 auf The CW. Im Mai 2023 wurde die Serie nach einer Staffel abgesetzt. Die Deutschlandpremiere der Serie fand am 17. November 2023 statt.

## Handlung
The Winchesters spielt in den 1970er Jahren und erzählt die Geschichte der Eltern der Protagonisten aus Supernatural. John Winchester und Mary Campbell lernen sich kennen, verlieben sich und kämpfen gemeinsam gegen Monster, während sie nach ihren vermissten Vätern suchten.

## Besetzung

### Haupt
- Meg Donnelly als Mary Campbell
- Drake Rodger als John Winchester
- Nida Khurshid als Latika „Lata“ Desai, eine junge Jägerin in Ausbildung
- Jojo Fleites als Carlos Cervantez, ein selbstbewusster Kämpfer gegen Dämonen
- Demetria McKinney als Ada Monroe, eine Buchladenbesitzerin, die sich für Okkultismus interessiert
- Bianca Kajlich als Millie Winchester, Johns Mutter

### Wiederkehrende
- Jensen Ackles als Dean Winchester, Johns und Marys Sohn (Erzähler)
- Gil McKinney als Henry Winchester, Johns Vater
- Tom Welling als Samuel Campbell, Marys Vater
- Bridget Regan als Rockin' Roxy
- Andrea Londo als Betty Donelan
- Ryan McCartan als Kyle Reed

### Gastdarsteller
- Rob Benedict als Tango
- Richard Speight Jr. als Loki
- Ruth Connell als Rowena MacLeod
- Jim Beaver als Bobby Singer
- Alexander Calvert als Jack Kline